# Tredje sektorn
Tredje sektorn är ett begrepp som refererar till en uppdelning av samhället i olika sektorer som har olika identitet och funktioner. En vanlig ordning i detta sammanhang är att dela upp samhället i följande sektorer:
- Första sektorn är staten (inklusive alla dess underkategorier som kommuner, landsting, myndigheter).
- Andra sektorn är den privata sektorn (inklusive alla olika sammanslutningar vars grundläggande drivkraft och syfte är att ge avkastning på insatt kapital).
- Tredje sektorn: består av idéburna organisationer, social ekonomi i vilken ekonomiska föreningar och kooperativa företag ingår, vissa stiftelser, samt det civila samhället.